# Durbuk
Durbuk is een bestuurslaag in het regentschap Pamekasan van de provincie Oost-Java, Indonesië. Durbuk telt 2609 inwoners (volkstelling 2010).